# Comité Olímpico de Arabia Saudita
El Comité Olímpico de Arabia Saudita (código COI: KSA; en árabe: اللجنة الأولمبية العربية السعودية‎) es el Comité Olímpico Nacional que representa a Arabia Saudita.
Hasta los Juegos Olímpicos de Verano de 2012 en Londres, Arabia Saudita era uno de los tres países que nunca tuvo una competidora en los juegos. Los otros dos fueron Catar y Brunéi que seleccionaron mujeres para competir por primera vez.

## Juegos Olímpicos de Verano de 2012
En abril de 2012, la directiva del Comité Olímpico de Arabia Saudita falló en contra de enviar participantes femeninas a los Juegos Olímpicos de Verano en Londres. El comité olímpico había publicado previamente una lista de posibles candidatos para los juegos que incluían mujeres. La negativa de Arabia Saudita de enviar mujeres a los Juegos Olímpicos los ponía en contra con la Carta Olímpica que establece que "cualquier forma de discriminación con respecto a un país o a una persona por motivos de raza, religión, política, sexo o de otro motivo es incompatible con la pertenencia al movimiento olímpico".
La postura del Comité Olímpico cambió luego y se anunció que dos atletas femeninas, Sarah Attar (en los 800 m) y Wojdan Shaherkani (en +78 kg de yudo) competirían en Londres.
Shaherkani fue seleccionada a pesar de no cumplir con los estándares de clasificación de los juegos olímpicos, por invitación específica del Comité Olímpico Internacional (COI). A diferencia de la mayoría de los competidores olímpicos, no ganó su lugar a través de una competencia nacional porque Arabia Saudita desanima fuertemente a las mujeres a participar en el deporte, y por lo tanto no tiene tales competencias para mujeres. A diferencia de otros yudocas que en competencias habían logrado cinturones negros, ella había llegado sólo a cinturón azul.
El presidente del COI, Jacques Rogge, dijo sobre la inclusión de Shahrkhani y Attar: "El C.O.I. ha estado trabajando muy estrechamente con el Comité Olímpico de Arabia Saudita y me complace ver que nuestro diálogo continuo ha llegado a buen término."
El Comité Olímpico de Arabia Saudita prefirió no promover la participación de Shahrkhani. También requerían que ella "se vistiera modestamente, fuera acompañada por un tutor masculino y no se mezclara con hombres" mientras estuviera en los Juegos Olímpicos de Verano de Londres 2012.  Además, su ropa de competencia debía cumplir con la ley Sharia.
El 30 de julio de 2012, Shahrkhani dijo que se retiraría del evento si no se le permitía usar su hijab durante los combates. Su padre (que a menudo hablaba por ella, en parte porque ella no sabía hablar en inglés) aclaró que quería que su hija compitiera y que querían hacer "una nueva historia para las mujeres de Saudita", pero que ella no participaría sin un hijab. Al día siguiente el C.O.I. y la Federación Internacional de Judo anunciaron que se había llegado a un acuerdo sobre el uso de un pañuelo.